# Přebor československé republiky 1955
Přebor Československé republiky 1955 byl 30. ročník československé fotbalové ligy, který odstartoval 12. března 1955. Hrálo se systémem „jaro-podzim“. Nejlepší dva týmy jarní části měly zajištěno, že budou reprezentovat Československo v obnoveném Středoevropském poháru. Účast v tradiční soutěži nakonec vybojovaly Slovan Bratislava a ÚDA Praha. Oba tyto týmy bojovaly až do konce o mistrovský titul, který nakonec počtvrté v historii získal Slovan Bratislava. Nováčky ročníku byly Jiskra Liberec a Spartak Trnava.
Tento ročník začal v sobotu 12. března 1955 v Praze na Letné úvodním zápasem 1. kola mezi ÚDA Praha a Iskrou Žilina (6:0) a skončil v neděli 27. listopadu téhož roku v Trnavě zbývajícím zápasem 22. kola mezi Spartakem Trnava a Tatranem Prešov (3:1).

## Konečná tabulka soutěže
| Poř. | Tým                        | Z  | V  | R | P  | VG | OG | TP  | B  |
| ---- | -------------------------- | -- | -- | - | -- | -- | -- | --- | -- |
|      | Slovan Bratislava          | 22 | 13 | 5 | 4  | 41 | 14 | +27 | 31 |
| 2.   | ÚDA Praha                  | 22 | 11 | 7 | 4  | 44 | 21 | +23 | 29 |
| 3.   | Spartak Praha Sokolovo     | 22 | 10 | 7 | 5  | 50 | 29 | +21 | 27 |
| 4.   | Tatran Prešov              | 22 | 10 | 5 | 7  | 23 | 25 | -2  | 25 |
| 5.   | Dynamo Praha               | 22 | 10 | 4 | 8  | 38 | 42 | -4  | 24 |
| 6.   | Baník Kladno               | 22 | 10 | 3 | 9  | 38 | 30 | +8  | 23 |
| 7.   | Červená hviezda Bratislava | 22 | 9  | 4 | 9  | 34 | 31 | +3  | 22 |
| 8.   | Spartak Trnava             | 22 | 8  | 5 | 9  | 24 | 35 | -11 | 21 |
| 9.   | Iskra Žilina               | 22 | 7  | 6 | 9  | 28 | 24 | +4  | 20 |
| 10.  | Baník Ostrava              | 22 | 9  | 1 | 12 | 29 | 37 | -8  | 19 |
| 11.  | Tankista Praha             | 22 | 4  | 8 | 10 | 29 | 45 | -16 | 16 |
| 12.  | Jiskra Liberec             | 22 | 3  | 1 | 18 | 25 | 70 | -45 | 7  |

## Rekapitulace soutěže
| Československá Fotbalová liga 1955                         |                                           |
|                                                            |                                           |
| Ocenění                                                    |                                           |
| Vítěz                                                      | Slovan Bratislava (4. titul)              |
| Kvalifikace do Evropských pohárů                           |                                           |
| Pohár mistrů evropských zemí                               | Slovan Bratislava                         |
| Středoevropský pohár                                       | Slovan Bratislava ÚDA Praha               |
| Vítěz domácího poháru                                      |                                           |
| Spartakiádní pohár 1955                                    | Slovan Bratislava                         |
| Pohyb v soutěži                                            |                                           |
| Sestupující do II. ligy                                    | Tankista Praha Jiskra Liberec             |
| Postupující z II. ligy                                     | Spartak Hradec Králové Spartak Košice VSS |
| Nejlepší střelec                                           |                                           |
| Emil Pažický - (Slovan Bratislava, Iskra Žilina) - 19 gólů |                                           |

## Nejlepší střelci
| Poř. | Hráč           | Klub                            | Branky |
| ---- | -------------- | ------------------------------- | ------ |
| 1.   | Emil Pažický   | Slovan Bratislava, Iskra Žilina | 19     |
| 2.   | Ladislav Přáda | ÚDA Praha                       | 17     |
| 3.   | Ota Hemele     | Dynamo Praha                    | 13     |
| 4.   | Milan Dolinský | Tankista Praha                  | 11     |
| 5.   | Josef Crha     | Spartak Praha Sokolovo          | 10     |

## Soupisky mužstev

### Slovan Bratislava
Viliam Schrojf (21/0/10),
Karol Tibenský (1/0/0) –
Michal Benedikovič (22/0),
Pavol Beňa (9/1),
Anton Bíly (21/6),
Karol Brehovský (7/4),
Mikuláš Čirka (21/0),
Jozef Čurgaly (18/4),
Kazimír Gajdoš (7/1),
Eduard Hančin (2/0),
Vlastimil Hlavatý (7/2),
Jozef Jajcaj (22/1),
Vojtech Jankovič (10/0),
Július Kováč (2/1),
Pavol Molnár (12/5),
Emil Pažický (11/11),
Jozef Steiner (4/0),
Viktor Tegelhoff (14/2),
Jozef Vengloš (14/3),
Michal Vičan (22/0) –
trenér Leopold Šťastný

### ÚDA Praha
Břetislav Dolejší (13/0/6),
Jiří Kulíček (1/0/0),
Václav Pavlis (9/0/3) –
Jaroslav Borovička (14/5),
Karol Dobay (5/1),
Milan Dvořák (15/6),
Jan Hertl (17/0),
Ladislav Hlaváček (16/3),
Jiří Hledík (7/0),
Jiří Ječný (21/0),
Tadeáš Kraus (9/3),
Josef Masopust (21/3),
Miroslav Michálek (1/0),
Ladislav Novák (19/0),
Arnošt Pazdera (5/0),
Svatopluk Pluskal (18/2),
Ladislav Přáda (14/16),
František Šafránek (8/0),
Jiří Trnka (16/3),
Ivo Urban (15/0),
Miroslav Vítek (6/2) –
trenér Karel Kolský

### Spartak Praha Sokolovo
André Houška (17/0/3),
Zdeněk Roček (7/0/1) –
Josef Crha (22/9),
Jiří Hejský (22/0),
Jaroslav Jareš (13/5),
Josef Kadraba (3/3),
Ladislav Koubek (21/0),
Antonín Liska (1/0),
Oldřich Menclík (22/0),
Arnošt Pazdera (3/1),
Jiří Pešek (6/2),
Vlastimil Preis (10/5),
Zdeněk Procházka (20/3),
Antonín Rýgr (4/0),
Karel Sirotek (8/4),
Karel Skuček (11/7),
Václav Starý (18/3),
Emil Svoboda (21/7),
Miroslav Zuzánek (21/0) –
hrající trenér Antonín Rýgr (1.–14. kolo), ... Krenk (15.–22. kolo)

### Tatran Prešov
Theodor Reimann (11/0/4),
Alois Večerka (11/0/6) –
Vojtech Čiták (10/1),
Jozef Eliášek (15/3),
František Feczko (9/0),
Jozef Ferenc (21/2),
Ján Feriančík (1/0),
Ján Karel (18/0),
Jozef Karel (9/2),
Karol Košúth (8/1),
František Kušnír (15/1),
... Lipka (1/0),
Rudolf Pavlovič (3/0),
F... Petrík (3/0),
Karol Petroš (22/7),
Ján Sabol (1/0),
František Semeši (22/1),
Gejza Šimanský (19/3),
Gejza Tesár (6/0),
Ivan Valášek (21/1),
Rudolf Zibrínyi (22/1) –
hrající trenér Gejza Tesár (1.–13. kolo) a Jozef Karel (14.–22. kolo)

### Dynamo Praha
Alois Jonák (19/0/4),
Emil Kabíček (5/0/1) –
Ján Andrejkovič (8/1),
Josef Bican (8/4),
Vasil Buchta (10/0),
František Fiktus (20/3),
Ladislav Fišer (2/0),
Ota Hemele (20/13),
Jiří Hildebrandt (3/0),
Stanislav Hlaváček (2/0),
Ladislav Hubálek (15/4),
František Ipser (20/0),
Stanislav Kocourek (22/0),
Ladislav Melichar (8/0),
František Morávek (2/1),
Miloslav Muzikář (17/0),
Jiří Pešek (11/6),
Zdeněk Pičman (3/1),
Miloš Štádler (20/2),
Bohumil Trubač (20/1),
Miloš Urban (14/2) –
hrající trenér Josef Bican

### Baník Kladno
Miroslav Čtvrtníček (17/0/5),
Vladimír Plátek (5/0/1) –
František Bragagnolo (21/2),
Antonín Brynda (6/0),
Jan Fábera (22/0),
Vladimír Fous (12/5),
Stanislav Hlusička (4/0),
Václav Hovorka (19/9),
Václav Kokštejn (12/1),
Bohumil Košař (2/0),
Jiří Kuchler (15/6),
Josef Leipner (10/0),
Miroslav Linhart (22/0),
Josef Majer (20/7),
Stanislav Pekrt (11/0),
Václav Peták (16/2),
Miroslav Rys (10/1),
Václav Sršeň (11/1),
Jaroslav Tesárek (16/3) –
trenér Karel Sklenička

### ČH Bratislava
František Hlavatý (22/0/6),
Štefan Šimončič (3/0/0) –
Milan Balážik (18/9),
Dezider Cimra (21/2),
Kazimír Gajdoš (9/1),
Jozef Gögh (21/0),
Vlastimil Hlavatý (6/0),
Arnošt Hložek (15/0),
Ladislav Kačáni (21/5),
Juraj Kadlec (10/0),
Jaroslav Košnar (4/2),
Božin Laskov (20/5),
Štefan Matlák (6/0),
Gustáv Mráz (9/0),
Jiří Nedvídek (17/0),
Ladislav Pavlovič (18/9),
Jiří Tichý (20/0),
Bohdan Ujváry (13/1),
Vladimír Venglár (2/0) –
trenéři František Kolman (1.–11. kolo), Božin Laskov (hrající) a Theodor Reimann (12.–22. kolo)

### Spartak Trnava
Imrich Stacho (22/0/4) –
Štefan Demovič (16/3),
Jozef Drahovský (4/0),
Ján Greššo (18/3),
Jozef Heimberger (4/0),
Štefan Ištvanovič (20/4),
Viliam Jakubčík (22/4),
Ján Klein (22/1),
Ervín Križan (20/0),
Alexander Lančarič (11/2),
... Matuška (1/0),
Štefan Pšenko (21/0),
Štefan Slanina (22/1),
Štefan Slezák (8/0),
Ján Šturdík (1/0),
Karol Tibenský (22/6),
Viliam Uhrovič (1/0),
Dezider Zaťko (13/0) –
trenéři Anton Malatinský (1.–2. kolo), Gabriel Novotný (3. a 6.–22. kolo) a František Gažo (4.–5. kolo)

### Iskra Žilina
Ľubomír Kaclík (1/0/0),
Jozef Rúfus (21/0/7) –
Jozef Bajerovský (6/1),
Rudolf Drexler (5/0),
Rudolf Ducký (11/1),
Igor Fillo (7/1),
Ladislav Ganczner (6/1),
Ján Klučiar (8/0),
Anton Kopčan (22/0),
Anton Krásnohorský (9/0),
... Pagáč (17/0),
Ján Pavlovský (15/4),
Emil Pažický (11/8),
Jan Říman (8/1),
Milan Rovňan (6/0),
Emil Stalmašek (16/3),
Jozef Šalamon (4/0),
Jozef Šátek (3/2),
Ladislav Šmárik (4/0),
Ľudovít Šterbák (14/0),
Oldřich Šubrt (21/5),
Boris Timkanič (15/1),
... Tvrdík (5/0),
Ján Urbanič (-/0) –
trenér Alexander Bartosiewicz

### Baník Ostrava
Jan Benedikt (13/0/2),
Karel Hobšil (10/0/2),
Václav Kojecký (1/0/0) –
Zdeněk Crlík (11/0),
František Drga (14/0),
Josef Hlobil (1/0),
Jan Kopáček (4/0),
Jiří Křižák (17/4),
Svatopluk Míček (10/0),
Milan Michna (17/0),
Miroslav Mikeska (16/8),
Jiří Nevrlý (1/0),
Josef Ondračka (22/1),
Ladislav Reček (18/1),
Josef Siuda (16/0),
Zdeněk Stanczo (19/3),
Josef Sousedík (20/3),
Zdeněk Šajer (15/0),
Josef Vludyka (1/0),
Miroslav Wiecek (22/9),
Vilém Závalský (3/0) –
trenér Jaroslav Šimonek

### Tankista Praha
Ján Danko (19/0/3),
Gejza Vrabeľ (5/0/1) –
Pavel Antl (13/0),
František Beránek (12/1),
Zdeněk Böhm (6/0),
Andrej Čepček (11/0),
Milan Dolinský (20/11),
Alexander Felszeghy (19/0),
Karel Chrudimský (2/0),
Ján Gajdoš (12/1),
Josef Kadraba (10/4),
Václav Kaftan (2/0),
Zdeněk Kofent (15/0),
Július Kováč (19/0),
Josef Moravec (13/0),
Miroslav Ošťádal (19/0),
Arnošt Pazdera (9/0),
Miroslav Pergl (3/0),
Tomáš Pospíchal (3/2),
Karel Sedláček (19/4),
Josef Siuda (3/3),
Bedřich Šonka (10/2),
Anton Varga (4/0) –
trenér Ladislav Horský (1.–14. kolo), Štefan Čambal (15.–18. kolo a 20.–22. kolo) a bez trenéra (19. kolo)

### Jiskra Liberec
Josef Hrdlička (13/0/0),
Karel Randáček (5/0/0),
... Skalák (1/0/0),
Jozef Stanko (5/0/0) –
Bohuslav Bílý (14/3),
Vladimír Frajlach (18/4),
Václav Karmazín (7/0),
František Kletečka (20/0),
... Kratochvíl (9/0),
Radovan Macek (20/4),
Josef Maštálko (4/0),
... Mrázek (14/0),
Antonín Šolc (20/4),
... Tichý (8/0),
Jaroslav Trégl (11/1),
Jaroslav Urban (6/1),
Vladimír Vacátko (18/5),
Ladislav Vaněk (13/0),
František Vlk (7/2),
Miloš Walter (18/1),
Karel Wiecek (20/0) –
trenér Štefan Čambal (1.–16. kolo) a bez trenéra (17.–22. kolo)